# شهاب‌الدین دلاور
شهاب‌الدین دلاور (زادهٔ دهه ۱۹۶۰) دیپلمات اهل افغانستان است. وی در سال ۲۰۲۱ به حیث وزیر معادن افغانستان مشغول به کار شد و پس از آن در سال2024 از طرف رهبری امارت اسلامی به عنوان رئیس جمعیت هلال احمر افغانستان منصوب شد. وی از حامیان تخریب تندیس بودا در افغانستان بود.